# Adolfo Guilherme
Adolfo Guilherme é um ex-treinador brasileiro que atuou em clubes nacionais e serviu a Seleção Brasileira Feminina de Voleibol na qual foi pentacampeão sul-americano.

## Carreira
Iniciou sua carreira no voleibol jogando no time da Polícia Militar de Minas Gerais, época que era um jovem sargento e não demorou a assumir a função de técnico da equipe. Em 1944 a fama de técnico atravessava as fronteiras da PM e assumiu a direção dos times masculino e feminino do América Mineiro, época que trouxe o jovem levantador do Esporte Clube Paysandu, time campeão do ano anterior, de apenas 19 anos chamado Sami Mehlinsky, este observava Adolfo com sua boa didática para ensinar marcações, treinar jogadas, trabalhar os fundamentos, esclarecer as novas regras.Ainda em 1944 foi convidado a dirigir a seleção mineira masculina que iria disputar o primeiro Campeonato Brasileiro de Seleções, que ocorreria no Rio de Janeiro. Continuou treinando os times da unidade São João Del Rey. Em 1948 o então treinador do MTC, professor Sílvio Raso, o levara para cuidar do voleibol do MTC para poder se dedicar ao que mais gostava a Educação Física, lembrando que Sílvio foi visitar a 1949 a FIVB, recém instituída, inclusive pela CBD-Confederação Brasileira de Desportos representante do Brasil nesta, e por esta federação foi convidado a assistir o primeiro Campeonato Mundial de Voleibol Masculino, viu a União Soviética derrotar com saques acima da cabeça, jogarem com formação tática de 4 atacantes e 2 levantadores enquanto no Brasil ainda jogavam com 3 levantadores e 3 atacantes (cortadores), além que os soviéticos introduziram o bloqueio como nova arma e voltando ao Brasil não teve receptividade em acolher suas observações e novidades, exceto Adolfo Guilherme que de imediato introduziu no Minas Tênis Clube, assim como Paulo Azeredo no Fluminense, mas o sucesso dessas novas aplicações por estes dois clubes brasileiros venceram as resistências e CBD organizou primeiro campeonato sul-americano de voleibol, no qual Adolfo orientava a Seleção Brasileira Feminina de Voleibol. Seus filhos também dedicaram ao esporte, seu filho Júlio Sérgio Guilherme instrutor do curso de vôlei do clube, a ex-voleibolista Fátima Guilherme que integrou a Seleção Brasileira defendeu o MTC. Em sua homenagem é tem um torneio com seu nome, a Copa Adolfo Guilherme 

## Títulos e Resultados
Campeonato Brasileiro de Voleibol Masculino
- 1965-Campeão treinando Minas Tênis Clube[4]

Campeonato Mundial de Voleibol Feminino
- 1962-8 º Lugar (Moscou,  Rússia)[1][5]